# ブルックナーの版問題
作曲家、アントン・ブルックナーの作品、特に交響曲について、同じ曲名でありながら、異なる版・稿を称する複数の楽譜が存在する。これらをブルックナーの版問題あるいは「版問題」と総称することがある。当項ではその詳細を説明する。

## 背景
異なる版・稿を称する複数の楽譜が存在する背景として、しばしば以下が指摘される。

### 作曲者による改訂
一つめの背景は、作曲者による改訂である。ブルックナーは作品を完成させてからもさまざまな理由から手を入れることが多かった。ここには、小規模な加筆もあれば、大掛かりな変更もある。改訂時期も、多岐にわたっているが、大規模な改訂は時期が集中しているとの見方もある。例えばレオポルト・ノヴァークは「第1次改訂の波」「第2次改訂の波」という言葉で、この見解を説明している。
改訂理由としては、弟子の助言、初演拒否などの外的な理由もあるが、それだけではなく、基本的にはブルックナー自身の音楽的な欲求、作曲家としての性格が反映されたものであると考えられている。

#### ブルックナー自身による主な稿の一覧
年は完成年
- 1863年 - 交響曲（第00番）ヘ短調
- 1866年 - 交響曲第1番 第1稿
- 1869年 - 交響曲（第0番）ニ短調
- 1872年 - 交響曲第2番 第1稿
- 1873年 - 交響曲第3番 第1稿
- 1874年 - 交響曲第4番「ロマンティック」 第1稿
- 1877年 - 交響曲第1番 リンツ稿
- 1877年 - 交響曲第2番 第2稿
- 1877年 - 交響曲第3番 第2稿
- 1878年 - 交響曲第5番
- 1880年 - 交響曲第4番「ロマンティック」 第2稿 (1)
- 1881年 - 交響曲第6番
- 1883年 - 交響曲第7番
- 1886年- 交響曲第4番「ロマンティック」 第2稿 (2)
- 1887年 - 交響曲第8番 第1稿
- 1889年 - 交響曲第3番 第3稿
- 1890年 - 交響曲第8番 第2稿
- 1891年 - 交響曲第1番 ウィーン稿
- 1896年 - 交響曲第9番 （未完）

### 弟子の関与
二つめの背景は、弟子の関与である。ブルックナーの楽曲が最初に出版される際、弟子たちが手を加えることが多かった。その規模は楽曲によって異なり、細かい校訂レベルのものもあったが、一部の曲では、長大すぎるために演奏機会に恵まれなかった師の作品を世に出そうと、弟子が大掛かりにカットを加えオーケストレーションの変更をしたりもした。このほか、作曲者の改訂に助言・意見することもしばしばあったとされる。これら初版譜は、特に交響曲第5番と第9番でブルックナーのオリジナルとの乖離が大きい。
のちに校訂・出版される「原典版」は、その弟子たちの加筆部分を明らかにすると共に排除し、ブルックナーの本来作曲しようとしたものを明らかにすることを目指したものであった。

### 原典版による全集版責任者：ハースからノヴァークへの変更
三つめの背景は、国際ブルックナー協会による原典版校訂作業を、当初ハースが行っていたが、戦後ナチとの関係などからハースがその位置から退き、ノヴァークに替わったことである。ノヴァークの使命はハース版ではない原典版全集を出すことであった。ノヴァークはハースの校訂態度を一部批判し、校訂をすべてやり直した。このため「ハース版」「ノヴァーク版」2種類の原典版が存在することとなり、バッハやモーツァルトの全集版に習って前者を「旧全集」、後者を「新全集」とも呼ぶ。

## 残された自筆稿・資料の取扱い
ブルックナーの作品の資料の多くは、オーストリア国立図書館に保存されていると言われる。ただし、それ以外にも方々に散逸しており、いまだ死蔵しているものがあると指摘する者もいる。これらには、スケッチレベルのものから、完成形に近いスコア、パート譜など、いろいろなものがある。後述の国際ブルックナー協会による原典譜は、これらの研究から生まれたものである。
その一方、ブルックナーの遺言に従って、ブルックナーの没後にオーストリア国立図書館に一括移管された自筆稿が存在し、「遺贈稿」と呼ばれる。交響曲に関しては、ハース版ともノヴァーク版最終稿とも一致しない部分があり、専門家の評価も一貫していない。

## 出版譜

### 初版
はじめて出版された譜面を「初版」と総称している。総じて弟子（シャルク兄弟とフェルディナント・レーヴェなど）の校訂または改訂が加わっている。「改訂版」とも称される。曲によっては「改竄版（かいざんばん）」とも称される。

#### 出版
当初、ドブリンガー、レーティヒ、グートマン、ハスリンガー、ウニヴェルザール、ブライトコップフ等の出版社から出版された。その後オイレンブルク、ペータース等からも出版された。これら初版群は、現在ではほぼ絶版である。ただし、一部の楽曲がカーマスやドーヴァーなどの出版社やオンラインスコアに残っているほか、日本では現在、一部の交響曲が音と言葉社より復刻出版されている。

#### 評価
後述の国際ブルックナー協会による全集版（原典版）の登場により駆逐され、長らく存在を無視されてきた。特に交響曲第5番、第9番の改訂は極端であり、ブルックナーの合意については疑問を呈する意見が強かった。交響曲第4番の第3稿についても、しばしば同様の評価を受けてきた。
最近では、このような行きすぎた「無視」「駆除」を見直す動きがある。その背景に挙げられるのは、例えば以下のような事情である。
- ブルックナーの没後に出版された交響曲第5番、第9番とそれ以外の曲の改訂の度合いの相違。
- ブルックナーの生前に出版された譜面に対して、ブルックナーが必ずしも否定していなかったという見解。
- 交響曲第4番の第3稿作成に対するブルックナーの積極的な関与の判明、さらにはこの第3稿のブルックナー協会校訂譜としての出版。
- 国際ブルックナー協会による全集版（原典版）、特にハース版の問題点が明らかになった反動。
- 初版の時代背景への尊重、およびこれらを駆逐した原典版論争時代の時代背景の認識。

### 第1次全集版（ハース版などの旧全集版）
前記の初版群に含まれる弟子たちの関与を明らかにしそれを除去すべしという研究者の機運から、1929年、ウィーンにて、国際ブルックナー協会（Internationale Bruckner-Gesellschaft, 略称IBG）が創設された。1933年には、協会校訂譜の出版社も設立された（Musikwissenschaftlicher Verlag 、略称MWV、日本語名「音楽学出版」）。1945年（第二次世界大戦終結）までの間、ロベルト・ハースが主幹編集者を務めた。この時期、初期にはアルフレート・オーレルが、後期にレオポルト・ノヴァークが校訂作業を共にした。この間、以下の楽譜が「原典版」と称して出版された。
- 1930年　レクイエム（ハース校訂）、荘厳ミサ曲（ハース校訂）
- 1934年　交響曲第9番（オーレル校訂）、4つの管弦楽小品（オーレル校訂）
- 1935年　交響曲第1番、第5番、第6番（ハース校訂）
- 1936年　交響曲第4番（ハース校訂）
- 1938年　交響曲第2番（ハース校訂）
- 1939年　交響曲第8番（ハース校訂）
- 1940年　ミサ曲ホ短調（ハースおよびノヴァーク校訂）
- 1944年　交響曲第7番（ハース校訂）、ミサ曲ヘ短調（ハース校訂）

これらを「第1次全集版」または「ハース版」と称している。オーレルが校訂した楽曲については「オーレル版」と称することもある。
ただしこのプロジェクトは、第二次世界大戦の中で作業が滞った上、ナチス・ドイツの協力を受けていたことにより戦後に頓挫し、ハースが国際ブルックナー協会を追放される結果となった。この時点で、校訂報告が残されていない曲も多数残ったほか、校訂・出版に至らなかった曲もいくつか残された（交響曲の中ではヘ短調・第0番・第3番は第1次全集が残されなかった。このほかにもたとえば第4番1887年稿の校訂・出版の計画がありながら実現しなかったとも伝えられる）。
そのほか、初版出版に尽力した音楽家との対立により一部の資料を参照できなかったこと、アルマ・マーラーが保有していた交響曲第3番の第1 - 3楽章の自筆譜（第2稿相当。ブルックナーは第1稿の自筆譜をそのまま流用して改訂を行った）を参照できなかったこと、などの問題にも直面したとの話も伝わっている。なお、ナチス・ドイツの台頭により、1938年時点で国際ブルックナー協会は公的には解散、1951年まではライプツィヒで活動を続けていた。
ハースの仕事はその後、後述のノヴァークが引き継ぐことになるが、その中でノヴァークは、ハースの校訂態度の一部を主観的なものであると批判、例えば交響曲第2番、第8番などにおいては、作曲者が残した複数の稿を合成、折衷してしまっていると指摘した。ただし、ハース版全てが複数の稿を合成、折衷しているわけではない。交響曲第4番終楽章や第1番のように、作曲者自身による異稿を別個に校訂し残したものもある。
またハース失脚後、ハースの意志を尊重しフリッツ・エーザーが交響曲第3番を校訂した「エーザー版」があり、一旦戦争で版が消失したといわれていたが戦後に発見され、しばしば第1次全集の範疇に含められる。

#### 出版
ハース版は当初Musikwissenschaftlicher Verlagから出版されていた（一部フィルザー社、ブルックナー出版などからも出版された）が、その後すべて後述の第2次全集版に置き換わった。戦後、東ドイツのブライトコップ社から出版されたこともあったが、これらもその後絶版となった。現在、一部の楽曲がアメリカのドーヴァー社・カーマス社などから出版されている（出版されていない稿もある）。

#### 評価
後述のノヴァーク版の登場により、次第にこのハース版の問題点が明らかになった。
例えば交響曲第2番、第8番などにおいては、作曲者が残した複数の稿を合成、折衷してしまっているとノヴァークは早くから指摘してきた。
また、交響曲第4番、第8番の一部には、旋律・楽器法などの点でその根拠が不明な箇所があることが指摘されている。残された自筆稿その他の諸資料のどこにもその根拠が見当たらない箇所があるため「ハースが補筆作曲したのではないか」との憶測すらなされている。
もっともハースは、弟子の助言や要請による改訂部分を廃し、真にブルックナーが追求していた最終形を求めて校訂したとの見解を示し、ハース版に一定の評価を与える者も決して少なくはない。ブルックナーを得意としたギュンター・ヴァントや朝比奈隆は常にハース版を用いており（朝比奈はハース版のない第3交響曲ではエーザー版（第1次全集版）→ノヴァーク版→初版を用いた）、特に校訂という点で多くの問題が指摘される交響曲第8番のハース版についても、曲のスタイル・音楽的な完成度という点ではヘルベルト・フォン・カラヤンのように肯定的に受け止める演奏者・指揮者も存在する。

### 第2次全集版（ノヴァーク版などの新全集版）
1951年、ブルックナー協会の活動拠点はウィーンに戻るとともに、主幹編集者をレオポルト・ノヴァークが務めることとなった。ノヴァークは、ハースの校訂した楽曲もすべて校訂をやりなおした。同時に、ハース版の問題点の解消を図り、ブルックナーの創作形態のすべての出版を目指したとされる。これらを「第2次全集版」または「ノヴァーク版」と称している。交響曲第3番、第4番、第8番については早くから改訂前後の楽譜が別々に校訂、出版されており（第3番は3種）、その部分においてはハース版の問題点は解消されている（これらの区別のために「第1稿」「第2稿」あるいは「〜年稿」などの呼び方がなされる）。
ノヴァークは健康上の理由で、1990年に主幹編集者を引退した（その翌年の5月に死去）。その後はMWVのヘルベルト・フォッグが主幹編集者に就任し、ウィリアム・キャラガン、ベンヤミン＝グンナー・コールス、ベンジャミン・コーストヴェット、ジョン・A・フィリップス、ポール・ホークショーなどのブルックナー研究者と協力して校訂譜を作成し続け、現在に至っている。既にノヴァーク生前の1979年にはギュンター・ブローシェが第1番の「ウィーン稿」を校訂し、近年では、ノヴァーク時代に出版されなかった稿として交響曲第2番第1稿（キャラガン校訂）、第4番第3稿（コーストヴェット校訂）が出版されたほか、第2番第2稿（キャラガン校訂）、第9番（コールズ校訂）の新校訂譜が出版された（ノヴァーク引退後の出版譜は「ノヴァーク版」とは称さないのが一般的であるが、新全集に含められる）。
これとは別に独立して指揮者でもあるハンス＝フーベルト・シェーンツェラーが5番と9番のみオイレンブルク社から原典版を出版しているが、まだ全集盤には至ていない。

#### 出版
現在、国際ブルックナー協会による楽譜はMusikwissenschaftlichen Verlagから出版されている（出版されている楽曲も、このサイトで確認できる）。一部の楽曲はオイレンブルク、音楽之友社などからも出版されている。

#### 評価
事実上、最終稿が現在のブルックナー演奏譜の標準となっている。もっとも、ハース版贔屓の研究者・演奏者・愛好家から否定的に評されたり、自筆稿を詳細に調査している研究者から問題提起されることはある。

## 演奏者による版・稿選択
演奏者が実際にブルックナーの交響曲を演奏する際に、どの版・稿を選択しどのように演奏するか、その考え方や実情には一貫した傾向があるわけではなく、ケースバイケースと言うほかない。以下の説明は、その背景、現状のいくつかを列挙したものである。
- ノヴァーク版（またはその後登場した新しい校訂譜）で演奏するとき、オーケストラが使用する楽譜（パート譜）は、基本的には、国際ブルックナー協会からレンタルする必要がある。一方、ハース版や改訂版は、古いリプリント譜が安価で市販されていることがあり、楽団がその譜面を購入・所有している、あるいは友好関係にある楽団から借用使用する状況がありえる。
- 概して、版・稿問題に強い拘りを見せる指揮者と、それほどではない指揮者がいる。前者の場合、複数の版・稿のスコアを比較検討した上で、使用する版・稿を指定することもあるし、特定の版・稿に固執することもある。後者の場合、「単純に最もあたらしい校訂譜（ノヴァーク版）を使用する」場合もあれば、「たまたま入手した譜面を使用する」場合もある。
- 冷戦時代（東西ドイツ分裂時代）には、ノヴァーク版はウィーン、ハース版はライプツィヒより出版され続け、西側諸国ではハース版が入手できず、一方東側諸国ではノヴァーク版が入手できない状況にあった。この影響で、西側の指揮者やオーケストラはノヴァーク版を、東側指揮者やオーケストラはハース版を使う傾向にあると指摘する研究者もいる。
- 指揮者が版・稿に強く拘らない場合、とりあえず入手できたパート譜に対して、指揮者がどうしても気になるスコアとの相違点のみ変更を指示して修正対処する、ということもある。例えば交響曲第7番で、ハース版または改訂版のパート譜を用いながら、部分的にノヴァーク版に従って修正する例がある（その結果例えば、第1楽章のオーケストレーションがハース版だが第2楽章の打楽器の追加はノヴァーク版、といった状況が起こりえる）。また交響曲第8番で、ハース版を用いながら、第3楽章・第4楽章のカットのみノヴァーク版に従っている例がある。こういった処置は、CDの解説書で丁寧に解説されていることはほとんどない（著名指揮者の著名録音での処置は、評論家の書籍などで解説されていることがある）。CDのヒアリング上は、複数の版・稿を折衷した演奏に聞こえる。
- 特に交響曲第4番で顕著な現象だが、第2稿（ハース版またはノヴァーク版）を用いながらも、部分的に第3稿に倣った改編（強弱の表情、旋律のオクターブ上昇、シンバルの追加など）を、指揮者があえて指示することがある。この形での録音も複数残されている。これもCDのヒアリング上は、複数の版・稿を折衷した演奏に聞こえる。
- 一方、指揮者が版・稿に拘りを見せたり、独自の校訂した譜面を用いる場合も、もちろん少なくない。これらの問題は版の選択から始まってすべて演奏者（指揮者）の解釈の相違と言う形で処理される。